# Rayhani
Le rayhani ou réyhâny (en arabe : ريحان) est l'un des six styles canoniques de la calligraphie perso-arabe.

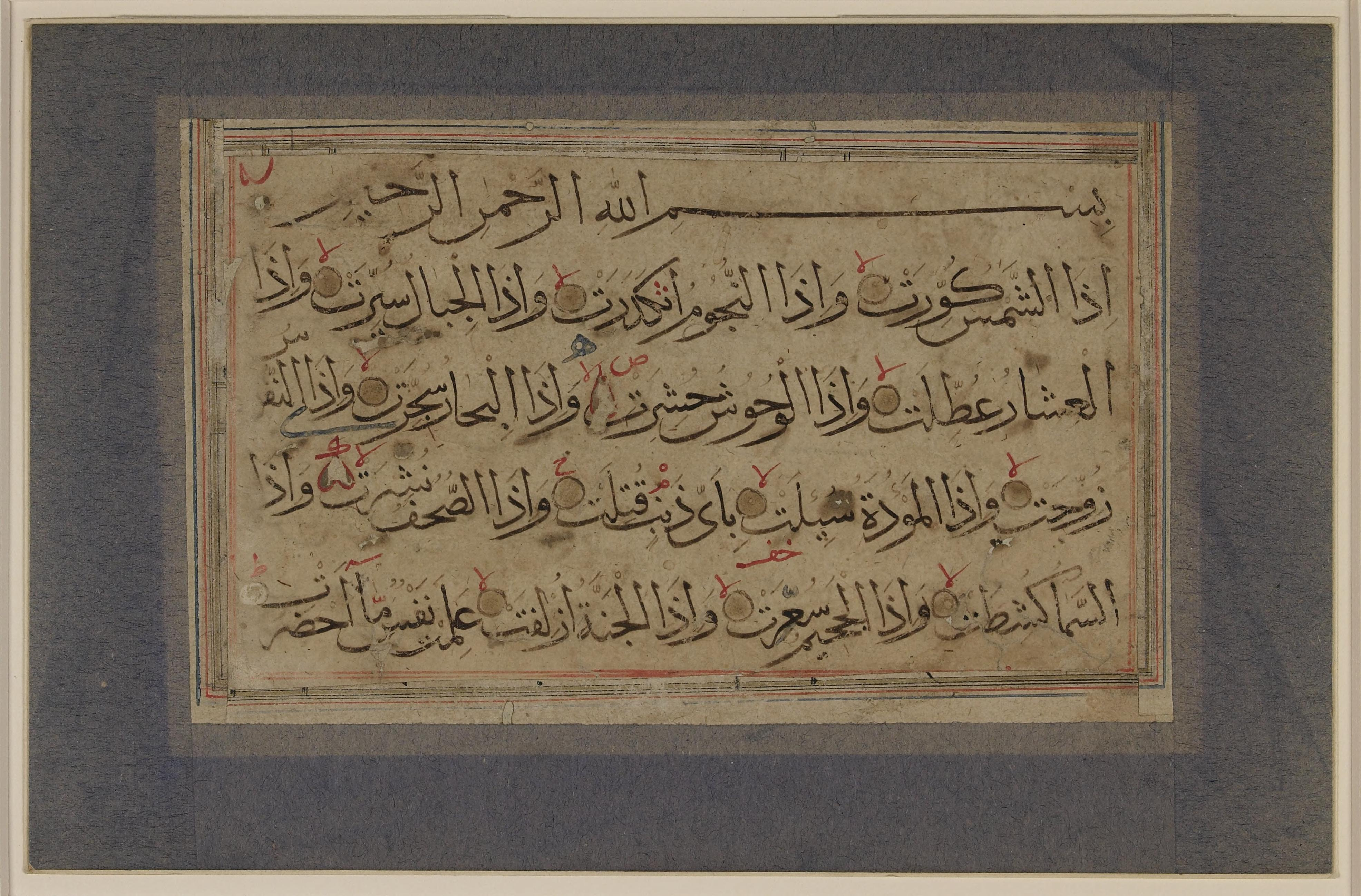
Page de Coran en Rayhani du XIVe siècle

## Origine
Le réyhâny (ريحانى) est ainsi nommé parce que c'est Réyhân (ريحان) qui s'en est servi le premier.
Le mot rayhan (ریحان) en arabe et en persan désigne le basilic.

## Style et usage
C'est une variante du muhaqqaq et en comprend toutes les caractéristiques, mais il est plus fin et comparé à des fleurs et des feuilles de basilic.
Le réyhâny ne diffère du yâqûtî (ياقوتى) qu'en ce qu'il est plus petit. Il ressemble aussi au nèsky, et les Arabes d'Egypte en ont fait le plus grand usage dans leurs livres.